# Jeannette Mossel-Belinfante
Jeannette Mossel-Belinfante, geboren Jeannette Esther Belinfante, (Amsterdam, 5 december 1867- Noordwijk, 16 juli 1925) was een Nederlands pianiste.
Ze was dochter van klarinettist en pianoleraar Aron Häim (Anton) Belinfante (1840-1921) en Esther Cohen Belinfante, wonende aan de Keizersgracht. Ze was zus van celliste Bertha Belinfante en schrijfster Emmy Belinfante-Belinfante. In 1891 trouwde ze met cellist Isaäc Mossel van wie ze later scheidde. Hun dochter pianiste Henriette Emilie (Jetty) Mossel was tussen 1912 en 1928 getrouwd met violist Aldo Antonietti (Aldo Giorgio Daniele Antonietti), later dat jaar trouwde ze met kunstschilder Wam Heskes. Zoon Hans Mossel was eveneens werkzaam in de muziekwereld,
Ze kreeg haar eerste muzieklessen van haar vader en A.C. Brouwer. Daarna volgde het Conservatorium van Amsterdam waar ze les kreeg van Julius Röntgen (1882-1885). In Amsterdam volgde ze nog de orkestklassen van Willem Kes en pianolessen van Willem Mengelberg. In 1891 trouwde ze met de cellist Isaäc Mossel en trad samen met hem en zijn broer Max Mossel als solist op tot in Engeland aan toe. In Nederland verzorgde ze samen met haar man, Toussaint Demont en Herman Meerloo een concertreis waarbij de nadruk lag op het bespelen van niet gangbare instrumenten  als het spinet en viola d'amore.
Al die tijd gaf ze les aan de Muziekschool van Viotta, ze laste wel een rustpauze in. Na die pauze ondernam ze een concertreis als damestrio met Clara van IJzer (viool) en Regine Grelinger (cello); begeleidde haar schoonzoon Aldo Antonietti en haar man (Hollandsche Trio/Trio Mossel)  en Hans Kindler, leerling van haar man. Haar laatste officiële optreden volgde in maart 1922 met declamatrice Jo Demmink. Ze bleef lesgeven tot aan overlijden.
Ze overleed in het woonhuis Oude Zeeweg 90 te Noordwijk aan Zee; ze woonde toen zelf in Laren (Noord-Holland). Ze werd begraven op de Algemene Begraafplaats te Laren, waarbij een aantal vooraanstaande Gooise Music aanwezig waren zoals Willem Bierman (directeur toonkunst), Bram Mendes (violist) en schilder Evert Pieters.
De Vlaamse dichter Jules Schürmann droeg zijn gedicht De blinden aan haar op.